# Menophra dinicola
Menophra dinicola är en fjärilsart som beskrevs av Eugen Wehrli 1941. Menophra dinicola ingår i släktet Menophra och familjen mätare. Inga underarter finns listade i Catalogue of Life.